# Projet Apollo
Pour les articles homonymes, voir Apollo.
Le projet Apollo consiste dans un premier temps en l'installation de stations de recharge pour vélos électriques, vélos à assistance électrique et trottinettes électriques sur le parking du centre de distribution LIL1 pour Amazon en partenariat avec la société israélienne Apollo Power. L'installation effectuée fin octobre 2022 est inaugurée et mise en service le 8 novembre de la même année. Trois stations permettent de recharger chacune quatre vélos, celles-ci ne sont pas connectées au réseau électrique : des panneaux solaires photovoltaïques installés au sol d'un cheminement piétonnier chargent une batterie, qui permet de recharger les vélos. 
Dans un second temps des panneaux solaires doivent être installés en 2023 sur une petite fraction du toit dudit centre de distribution, de sorte à avoir une centrale solaire photovoltaïque capable de produire 450 kilowatts,, ceci étant également une expérimentation, 5 % de la surface de la toiture permet de produire 5 % de l'énergie nécessaire. Les surfaces qu'il ne sera pas possible de couvrir de panneaux solaires se verront couvertes d'une peinture blanche réfléchissante. 

## Historique
Dans le communiqué qu'effectue Apollo Power à l'agence de presse Reuters en février 2022, on y apprend que le projet a un coût global de 750 000 €,. Il intervient dans le cadre de l'engagement climatique d'Amazon où l'entreprise cherche à opérer ses activités avec 100 % d'énergies renouvelables d'ici 2025. Apollo Power a développé des panneaux solaires flexibles et légers — dont le poids annoncé est de trois kilogrammes au mètre carré — qu'il est possible d'installer au niveau du sol ou sur des toitures qui ne supporteraient pas le poids de panneaux solaires classiques. Concernant la station de recharge, il s'agit d'un prototype et d'une première mondiale, les panneaux solaires y représentent une surface totale de cinquante mètres carrés, installés sur un cheminement piétonnier. Les abris provisoires sont remplacés par des abris vitrés définitifs le 4 janvier 2023. L'installation porte le nom de « trottoir solaire », « solar sidewalk » en anglais.

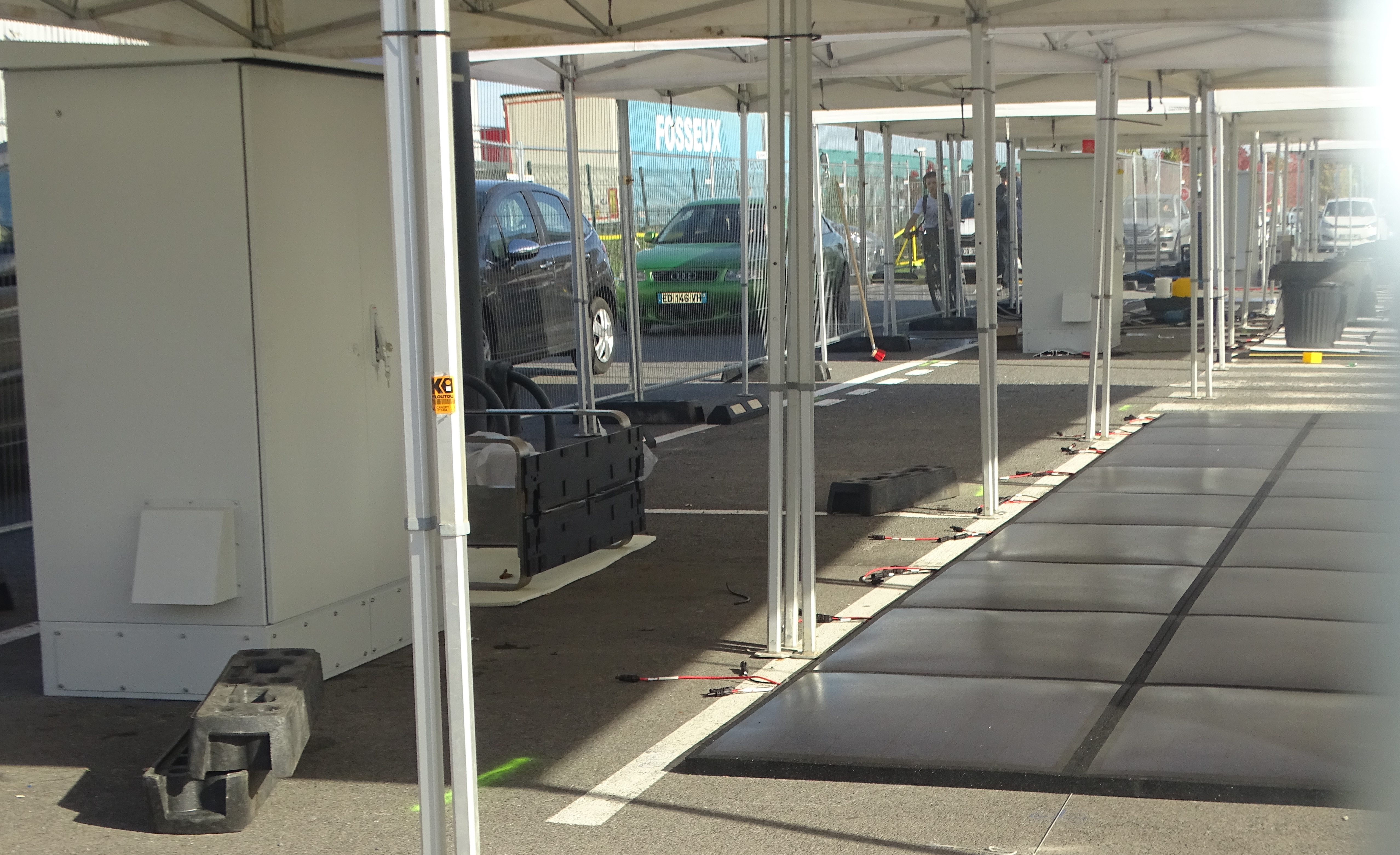
Installation en cours, le 26 octobre 2022.
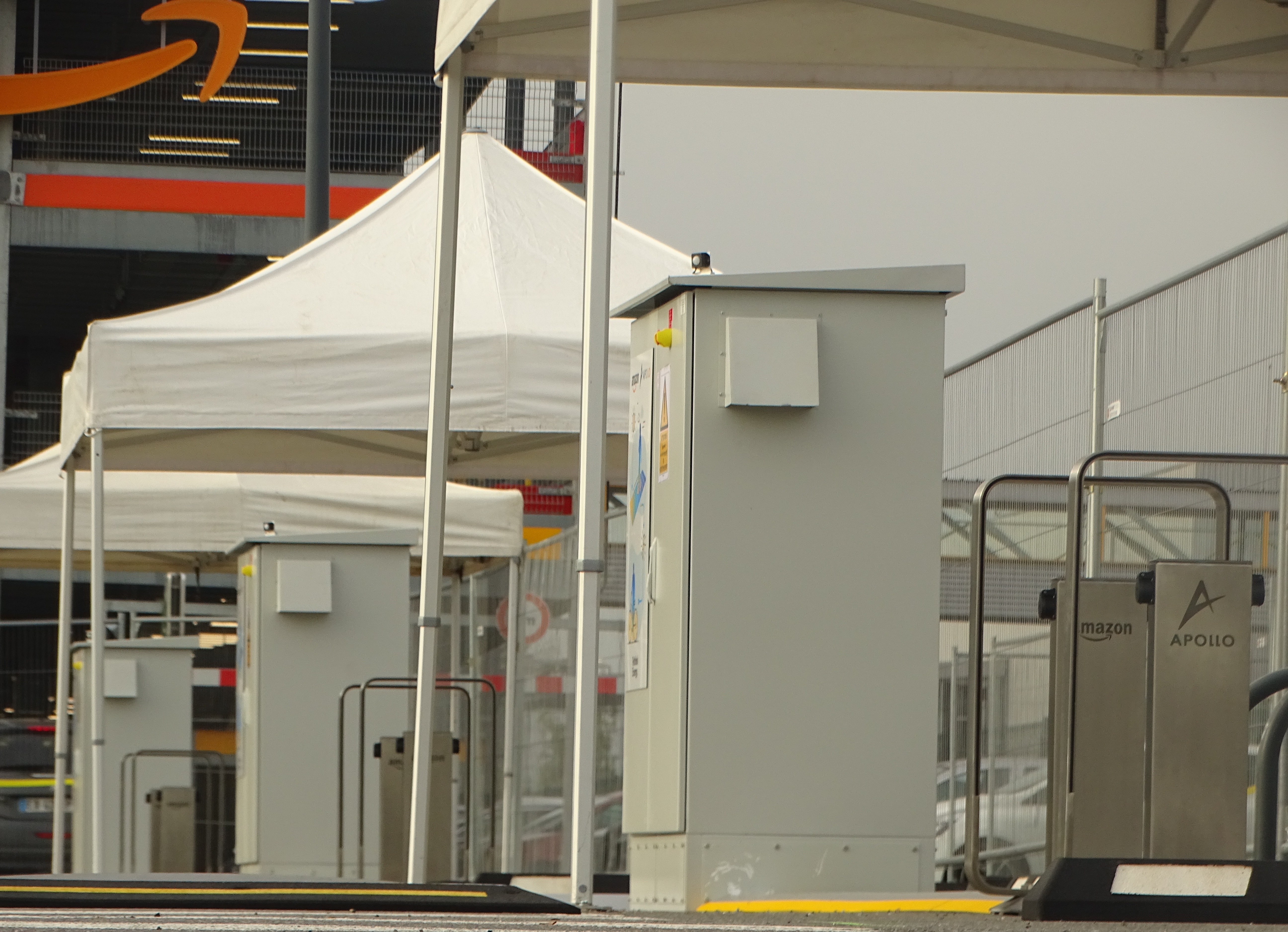
Vue des trois batteries.
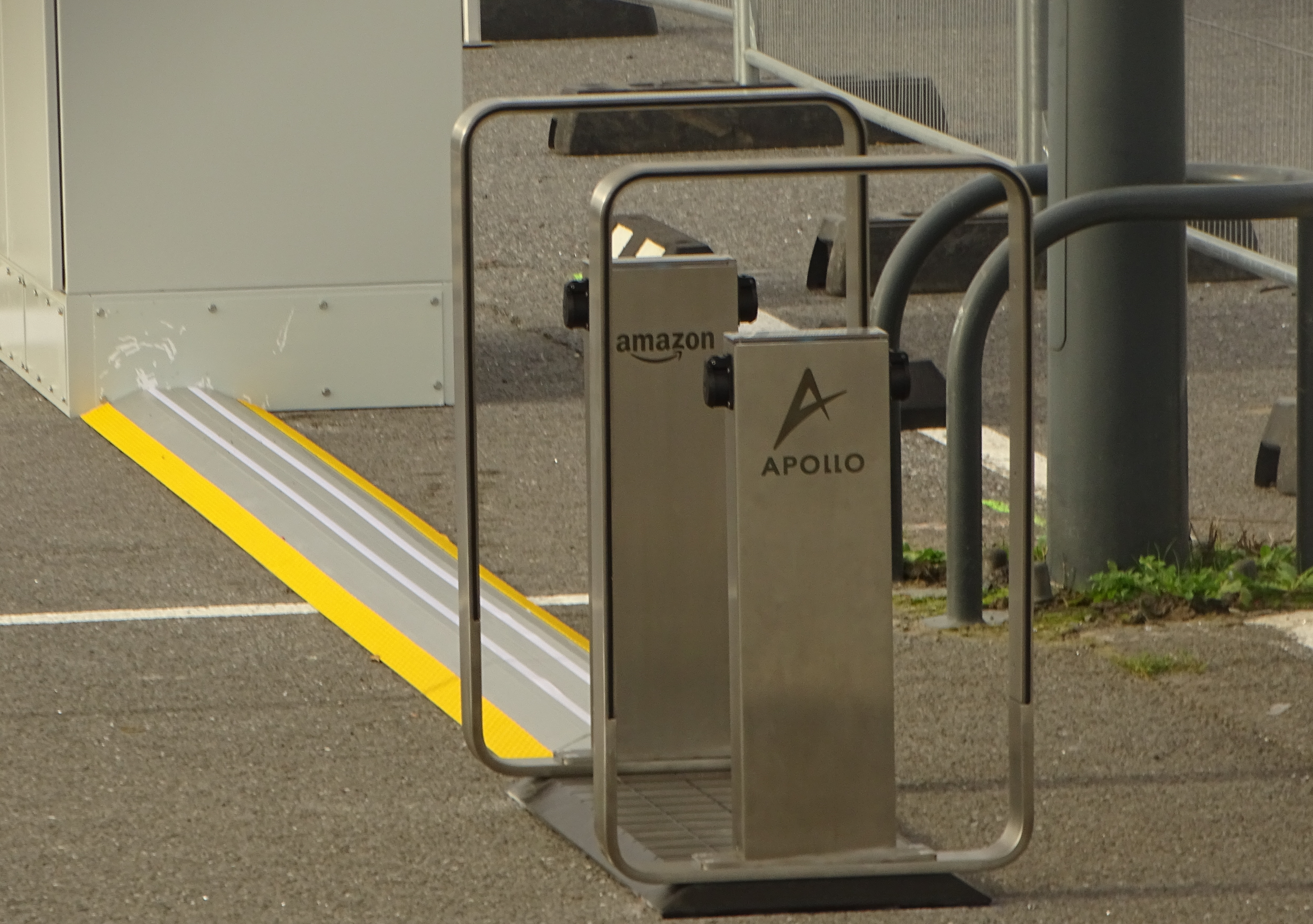
Détail d'une borne.
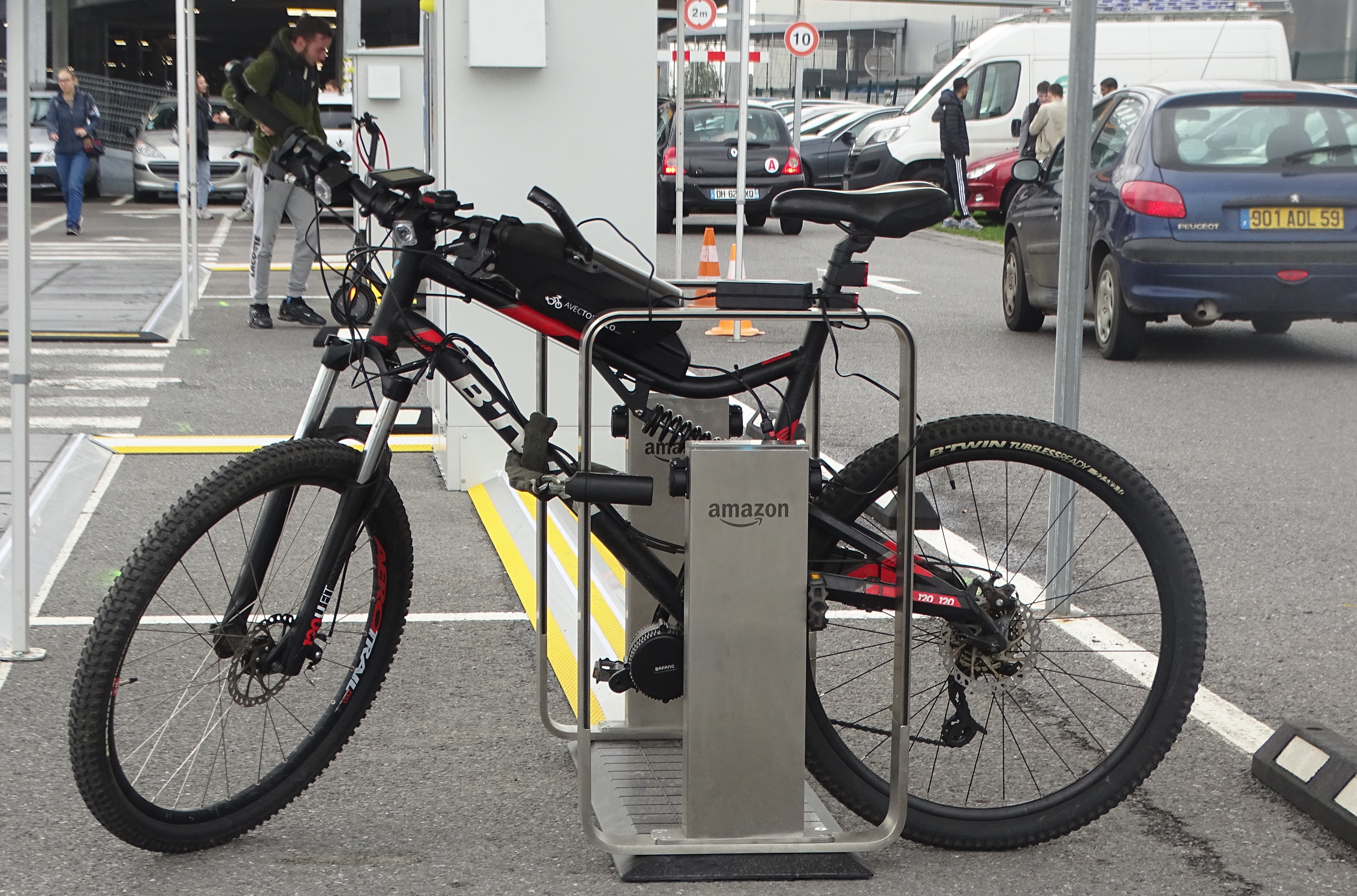
Vélo électrique du Wikimédien Jérémy Jähnick branché à la station de recharge.
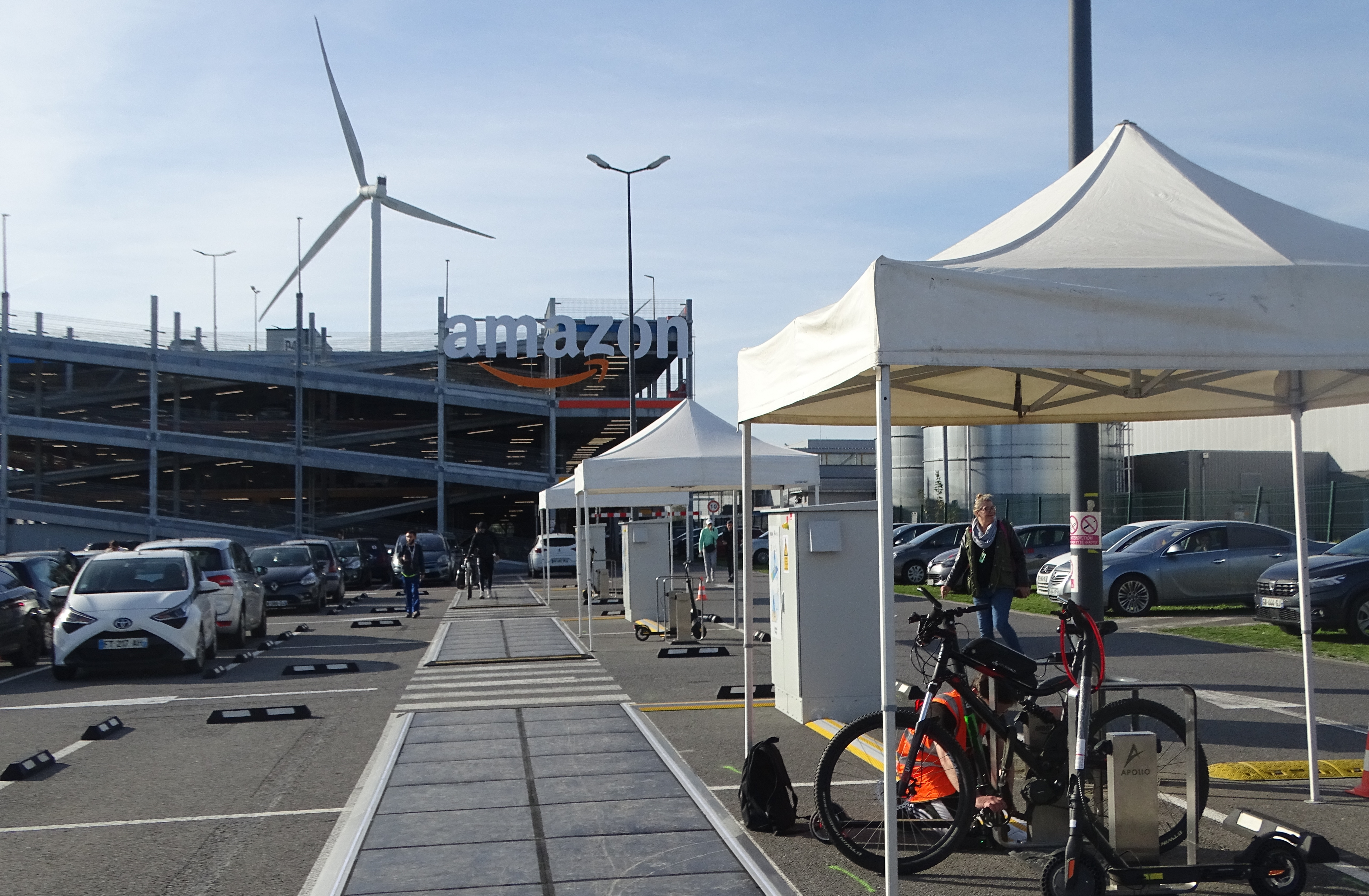
Vue d'ensemble.